# Andski jezici
Andski jezici, naziv brojnim jezičnim porodicama andskih Indijanaca na pacifičkoj obali i zaleđu Južne Amerike. Obuhvaća gotovo sve jezike domorodaca u područjima Anda i bližeg zaleđa, što su se govorili ili se još govore od Ekvadora do juga Juže Amerike. 
Charles A. Zisa (1970) dijeli ju na uže poodice
a. Simacuan,
b. Chonan,
c. Cahuapanan,
d. Quechu-maran,
e. Lecan,
f. Secan,
g. Cullan,
h. Catacan,
i. Xibito-Cholón
j. Zaparan.
Joseph A. Greenberg (1987) navodi porodice
a. Quechua s 13 jezika: ancash, caraz, chinchaysuyu, cochabamba, ecuadorean (ekvadorski), huamachuco, huanuco, junin, junin-huanca (panao huánuco quechua), lamisto, santiagueño, wanka, yanacocha,
b. Južnoandsku
b1. s Yamana,
b2. Araucanian,
b3. Alakaluf,
b4. Patagon
b5. Gennaken),
c. Itucale-Sabela sa 
c1. sabela,
c2. mayna
c3. itucale),
d. Aymaran, s 3 jezika: aymara, jaqaru, lupaca
e. Kahuapana-Zaparo sa 
e1. Kahuapana s 3 jezika
e2. Zaparo), s 5 jezika.
f. Sjevernoandsku
f1. s Cholona,
f2. Sechura,
f3. Culli,
f4. Catacao
f5. Leco).
Aconipa, i vjerojatno neke druge nestale grupe treba pridodati. Velika andska porodica vodi se kao dio još šire porodice ('Phylum') Andean Equatorial.

## Vanjske poveznice
- Keith Brown, Sarah Ogilvie, Concise encyclopedia of languages of the world